# Dywizja Szkoleniowa i Rekrucka Ustaszy
Dywizja Szkoleniowa i Rekrucka Ustaszy (chor. Ustaška Nastavno-Doknadna Divizija) − jednostka wojskowa Sił Zbrojnych Ustaszy, a następnie Chorwackich Sił Zbrojnych pod koniec II wojny światowej.

## Historia
Dywizja została sformowana na pocz. grudnia 1944 r. w Zagrzebiu jako 16 Chorwacka Dywizja Rekrucka. Na jej czele stanął płk Milivoj Durbešić. W skład dywizji weszła niewielka niemiecka grupa łącznikowa (DVK 316) w celu koordynacji działań z oddziałami niemieckimi. Dywizja miała uzbrojenie i wyposażenie różnego rodzaju. Ogółem liczyła ok. 9-9,5 tys. żołnierzy. Jej zadaniem było prowadzenie szkolenia rekrutów, a następnie uzupełnianie nimi istniejących jednostek wojskowych. Nigdy nie uczestniczyła w walkach. Początkowo dywizja była podporządkowana I Korpusowi Terytorialnemu, od połowy marca 1945 r. I Korpusowi Ustaszy, zaś od połowy kwietnia Przybocznemu Korpusowi Poglavnika. W tym czasie dywizja została przemianowana na Dywizję Szkoleniową i Rekrucką Ustaszy.

## Skład organizacyjny
- dowództwo dywizji
- 21 Rekrucka Brygada Piechoty (przemianowana na 21 Rekrucką Brygadę Ustaszy)
- 23 Rekrucka Brygada Piechoty (przemianowana na 23 Rekrucką Brygadę Ustaszy)
- XX Rekrucka Brygada Ustaszy (przemianowana na Szkoleniową Brygadę Ustaszy)
- Rekrucki Batalion Saperów Ustaszy
- Studencka Kompania Ustaszy

Łącznie 16 batalionów rekruckich i 4 rekruckie baterie artylerii.